# Dawn Penn
Dawn Penn (* 1952 in Kingston, Jamaika als Dawn Pickering) ist eine jamaikanische Rocksteady- und Reggae-Sängerin.

## Leben und Karriere
Als Kind lernte sie Geige und Klavier und gewann mit 17 Jahren einen Talentwettbewerb. In den späten Sechzigern erschien ihre eigene Version des Blues-Songs You Don’t Love Me von Willie Cobbs beim Label Studio One und wurde in Jamaika zu einem Hit. Sie nahm weitere Lieder auf, so auch das von Prince Buster produzierte Blue Yes Blue. In den frühen Siebzigern zog sie auf die Jungferninseln, wo sie als Buchhalterin arbeitete. Ein versuchtes Comeback im Jahr 1987 misslang.
1994 produzierte das Duo Steely & Clevie eine Dancehall-Version ihres 1967er Songs unter dem Titel You Don’t Love Me (No, No, No).
Das Lied kam weltweit in die Musik-Charts und ein Album namens No, No, No wurde aufgenommen. Die Nachfolgesingle konnte nicht denselben Erfolg verbuchen. Im Juli 1996 erschien ein weiteres Album mit dem Titel Come Again.
Jackie Mittoo, jamaikanischer Keyboarder und Gründungsmitglied der Skatalites, coverte seinerseits diesen Rocksteady Song und machte daraus eine Instrumentalversion. Ghetto Organ, erschien 1972 auf dem Album Macka Fat.